# Martina Proeber
Martina Proeber, po mężu Littmann (ur. 4 stycznia 1963 w Rostocku) – niemiecka skoczkini do wody. Srebrna medalistka olimpijska z Moskwy.
Reprezentowała barwy NRD. Zawody w 1980 były jej jedynymi igrzyskami olimpijskimi. Sięgnęła po medal w skokach z trampoliny trzymetrowej.